# Paso de Hidalgo, Oaxaca
Paso de Hidalgo är en ort i Mexiko.   Den ligger i kommunen San Juan Lalana och delstaten Oaxaca, i den sydöstra delen av landet, 400 km sydost om huvudstaden Mexico City. Paso de Hidalgo ligger 86 meter över havet och antalet invånare är 243.
Terrängen runt Paso de Hidalgo är platt åt nordost, men åt sydväst är den kuperad. Paso de Hidalgo ligger nere i en dal. Runt Paso de Hidalgo är det ganska glesbefolkat, med 23 invånare per kvadratkilometer. Närmaste större samhälle är San Lorenzo, 3,9 km öster om Paso de Hidalgo. Omgivningarna runt Paso de Hidalgo är en mosaik av jordbruksmark och naturlig växtlighet.